# ティリダテス3世
ティリダテス3世（Tiridates III、在位：西暦35年 - 36年）は、アルサケス朝パルティアの王。幼少時より人質としてローマで成長し、ローマの支持の下でパルティアに進軍して王を宣言したが、敗れて追放された。

## 来歴
彼はフラーテス4世の孫、ヴォノネス1世の甥であった。アルメニア王国の王ゼノンが死去した際、パルティア王アルタバヌス2世は自分の息子アルサケスをアルメニア王にしようとし、アルメニアに侵攻した。これに対しアルメニアの有力者はローマの支援を求め、これを受けてローマの将軍ルキウス・ウィテリスは、イベリア王国などをけしかけてアルメニアのパルティア軍を放逐するとともに、パルティア西部のギリシア人ポリスなどに政治工作をかけてパルティア内の反アルタバヌス2世の機運を高め、35年にはティリダテス3世を派遣してパルティア王とした。
しかし、ローマの傀儡色が強かったティリダテス3世は到底国内の支持を得る事は出来ず、勢力を盛り返したアルタバヌス2世の反撃を受け、まともな抵抗を行う事もできずローマ領シリアに逃走し、その後死去した。